# F.X. Toole
Jerold Hayden "Jerry" Boyd, även känd under författarnamnet F.X. Toole, född 30 juli 1930, död 2 september 2002, var en amerikansk boxningstränare och författare, mest känd för novellsamlingen Rope Burns: Stories from the Corner från år 2000, utgiven på svenska med titeln Million Dollar Baby: berättelser från ringhörnan. En av novellerna i boken, "Cutman", är förlagan till Clint Eastwoods fyrfaldigt Oscarbelönade film Million Dollar Baby från 2004. 
Den kvinnliga huvudkaraktären i "Cutman", Maggie Fitzgerald, är baserad på den verkliga boxaren Juli Crockett, som Boyd under en tid tränade.